# Sante Notarnicola
Sante Notarnicola, né le 15 décembre 1938 à Castellaneta (Tarente) et mort le 22 mars 2021 à Bologne, était un militant communiste italien, voleur, meurtrier et poète,.

## Biographie
Sante Notarnicola est né à Castellaneta, dans la province rurale de Tarente, en 1938. Dans son enfance, son père abandonne sa mère pour partir avec une voisine, elle aussi déjà mariée. Sante Notarnicola grandit alors au sein d’un institut où il est placé après l’éclatement de sa famille. À l’âge de 13 ans, il rejoint sa mère, qui a émigré entre-temps à Turin. Sante Notarnicola y débute son engagement politique sous l’influence de son oncle. Il se rapproche de groupes d’ouvriers et d’anciens résistants, avec lesquels il milite d’abord au sein de la fédération de la jeunesse communiste italienne (it), puis au parti communiste italien, avant de finalement s'éloigner de la gauche institutionnelle pour rejoindre des groupes révolutionnaires et anarchistes,.
À partir de 1959, il participe, aux côtés de la bande à Cavallero (it), à des braquages de banques et de bijouteries, afin de collecter de l'argent pour les mouvements révolutionnaires italiens et de libération des pays colonisés. Les activités de la bande commencent à s'organiser plus clairement en 1963, à partir du braquage de l’agence n°19 de l’Istituto San Paolo à Turin, auquel Sante Notarnicola participe. Il rejoint officiellement la bande dès l'année suivante. Le 12 novembre 1965, ils réalisent un triple hold-up à Milan en trente minutes, dérobant 21 724 000 lires dans les banques de via Pisanello, via Bodoni et viale Regina Giovanna. Le 16 janvier 1967, au cours d’un braquage dans la commune de Cirié,  la bande à Cavallero (it) tue le médecin Giuseppe Gajotino. Quelques mois plus tard, le 25 septembre 1967, lors d’un assaut contre la Banco di Napoli (it) à Milan, une intervention policière dégénère en fusillade, causant la mort de quatre personnes. Après une cavale de huit jours, Sante Notarnicola est arrêté avec Pietro Cavallero le 3 octobre 1967, et est condamné à la réclusion à perpétuité le 8 juillet 1968. Sachant son procès en appel perdu d'avance, Sante Notarnicola s'en sert de tribune politique. Il y déclare notamment :

« Si je suis un criminel, et je le nie ouvertement, je suis exactement ce que vous m’avez fait. La criminalité est votre affaire. Celle-ci est produite et reproduite continuellement, inévitablement, délibérément par la société classiste dans l’intérêt de la classe dominante. La criminalité consiste en une recherche égoïste du profit et du succès à tout prix, dans l’oppression des faibles, dans l’exploitation légalisée et tout cela est votre affaire. Elle consiste, pour celui qui entre en prison, à accepter la prison en devenant des délateurs, des opportunistes, des proxénètes, pour obtenir des privilèges, des concessions des libertés anticipées, en piétinant les compagnons de peine, en trompant l’opinion publique avec de faux regrets, en trahissant tout le monde et avant tout soi-même. Je refuse tout cela et je vous avertis que, malgré toute la bonne volonté des institutions carcérales, n’importe quel type de traitement rééducatif ne réussira pas à faire de moi ce que l’on se propose de faire de chaque détenu : en détruire toute qualité, toute conscience, toute dignité, jusqu’à la régression psychologique totale, comme celle du criminel bourgeois. Je serai toujours, et cette fois de la meilleure manière, plus juste et plus difficile, un communiste, un révolutionnaire. »

Sante Notarnicola continue sa lutte politique en prison en militant contre les mauvaises conditions carcérales. Grâce à des révoltes, il obtient des droits tels que l'accès à l'écriture et la possibilité de garder plus d'un seul livre en cellule. En 1976, il tente de s'évader de la prison de Favignana par un tunnel souterrain, mais ce dernier est découvert. En 1978, lors de l'enlèvement et de l'assassinat d'Aldo Moro, le président de Démocratie chrétienne, Sante Notarnicola figure en tête de la liste des détenus dont la libération est exigée par les Brigades Rouges.
À partir de 1988, il bénéficie d'un régime de semi-liberté qui lui permet de sortir de prison en journée uniquement. En 1995, il obtient la liberté conditionnelle et il n'est plus contraint de revenir en prison chaque soir. Sante Notarnicola devient alors gérant du pub Mutenye, situé via del Pratello à Bologne, à quelques pas du centre de justice pour mineurs d'Émilie-Romagne. Il est finalement libéré de prison en 2000.
Sante Notarnicola décède le 22 mars 2021 des suites de complications liées à la grippe, après s'être remis du COVID-19.

## Dans la culture populaire
Sante Notarnicola a été interprété par Don Backy dans le film policier Bandits à Milan de 1968, réalisé par Carlo Lizzani. 

## Liste des œuvres
Note : l'année indiquée est la date de la première parution
- 1972 : L’evasione impossibile (traduit et édité en France en 1977 sous le nom de La révolte à perpétuité)
- 1979 : Con quest'anima inquieta
- 1986 : La nostalgia e la memoria
- 1997 : Materiale interessante, liberi dal silenzio
- 2001 : Mutenye, un luogo dello spirito
- 2002 : Liberty, Understand?
- 2013 : L'anima e il muro
- 2015 : 30 Poesie + 1
- 2015 : La farfalla, versi rubati
- 2020 : Versi elementari